# Phyllachora sarcomphali
Phyllachora sarcomphali är en svampart som beskrevs av Cif. 1957. Phyllachora sarcomphali ingår i släktet Phyllachora och familjen Phyllachoraceae.   Inga underarter finns listade i Catalogue of Life.